# Coniophanes longinquus
Coniophanes longinquus là một loài rắn trong họ Rắn nước. Loài này được Cadle mô tả khoa học đầu tiên năm 1989.